# فئران وجرذان العالم القديم
فئران وجرذان العالم القديم أسرة من القوارض تشمل أكثر من 500 نوع. هذه الأسرة أكبر من أي فصيلة من الثدييات باستثناء القداديات، وأضخم من جميع رتب الثدييات باستثناء الخفافيش وباقي القوارض.